# Wojtek Czyz
Wojtek Czyz (nacido el 20 de julio de 1980 en Wodzisław, Polonia) es un atleta discapacitado alemán de ascendencia polaca.

## Biografía
Como jugador de fútbol con un equipo de liga regional Fortuna de Colonia, el VfR Grünstadt, se lesionó durante una colisión con el portero del equipo contrario, el 15 de septiembre de 2001. Tras una serie de tratamientos médicos fallidos, su pierna izquierda tuvo que ser amputada. Durante los Juegos Paralímpicos de Atenas 2004 ganó la medalla de oro en los 100 m lisos y los 200 metros lisos, así como en salto de longitud, estableciendo récords mundiales en estos dos últimos. En los años siguientes consiguió nuevos éxitos en los Campeonatos de Europa y los Campeonatos Mundiales. Participa en la categoría de T42 (amputados de pierna). Por sus éxitos, fue nombrado el 29 de octubre de 2004, durante la Noche de los Juegos Paralímpicos en Düsseldorf, como Deportista Discapacitado del 2004. 
Tras una serie de lesiones (incluida una fractura media del pie) y operaciones quirúrgicas durante los preparativos para los Juegos Paralímpicos de Pekín 2008, decidió retirarse de las competiciones de 100 y 200 metros lisos para concentrarse en el salto de longitud. En esta categoría consiguió, ya en su primer salto, un récord mundial de 6,50 metros, incluso estando esta categoría unida a la de los amputados T44. Tiene buena relación con el futbolista de la selección alemana Miroslav Klose, también de origen polaco, y comparten representante.
- Datos: Q75253